# NK Bosna Visoko
Maillots
Dernière mise à jour : 18 mai 2012.
Le Nogometni Klub Bosna Visoko (NK Bosna Visoko) est un club de Bosnie-Herzégovine situé dans la ville de Visoko. Ce club évolue en seconde division du championnat de Bosnie-Herzégovine.
Le NK Bosna est créé en 1953, à la suite de la fusion entre deux autres clubs bosniens se nommant NK Jadran (1923) et NK Radnički (1934).

## Palmarès
- Coupe de Bosnie-Herzégovine
  - Vainqueur : 1999

- Supercoupe de Bosnie-Herzégovine
  - Vainqueur : 1999

- Première ligue de la fédération de Bosnie-et-Herzégovine
  - Champion : 1998

## Joueurs emblématiques
- Elvir Rahimić
- Mirsad Bešlija
- Almedin Hota
- Esmir Džafić
- Kenan Hasagić
- Kenan Bećirović
- Faruk Ihtijarević